# Psalm 24
Psalm 24 – jeden z utworów zgromadzonych w biblijnej Księdze Psalmów. Psalm jest zaliczany do dzieł Dawidowych. W numeracji Septuaginty psalm ten nosi numer 23.

## Teologia Psalmu
Utwór ukazuje Boga jako stwórcę całego świata. Według psalmu możliwość spotkania z Bogiem mają tylko ci, którzy spełnią pewne szczególne warunki: nie kłamią, posiadają czyste serce, nie skalali swoich rąk, nie przysięgają podstępnie. Ostatnia część psalmu (werset 7-10) ukazuje wejście JHWH do świątyni lub zdobytej wrogiej twierdzy. Imię Boże  jest tutaj ukazane w sposób emfatyczny. Wyjątkowy jest werset 6, w którym paralelnie zlewa się tożsamość tych, co szukają JHWH, z tymi, co szukają oblicza Boga Jakubowego. Wiersz ten jest nawiązaniem do pielgrzymki na Syjon. Ostatni wers kończy się słowem sela, którego znaczenie nie jest nam do końca znane.

## Symbolika
- Ziemia osadzona na morzach – nie jest to w żaden sposób zaskakująca koncepcja. Według babilońskich mitów obszar wodny znajdował się na fundamencie zwanym abzu[5]. Władał nim bóg Enki[6].
- W wersecie 4. hebrajskie słowo nefesz oznaczająca dosłownie duszę odnosi się do apetytu lub pragnienia podmiotu[6].
- Wersety 7-10. przypominają sytuację z Hymnu do Szamasza, przed którym otwierają się bramy świątyni[6].

## W muzyce klasycznej
- Lili Boulanger - "Psalm 24 na chór, orkiestrę i organy"[7]